# 矢野武男
矢野 武男（やの たけお、1900年9月7日 - 没年不詳）は、日本の俳優である。本名同じ、別表記矢野 武夫、別芸名大澤 一角（おおざわ いっかく、新漢字表記大沢 一角）。『國士無双』、『堀田隼人』、『赤西蠣太』等での助演で、片岡千恵蔵プロダクション時代の片岡千恵蔵を支えたことで知られる。

## 人物・来歴
1900年（明治33年）9月7日、福岡県朝倉郡甘木町（現在の同県朝倉市甘木）に生まれる。生年月日については、『日本映画俳優名鑑』の「昭和五年版」「昭和九年版」では、いずれも「1901年（明治34年）5月9日」と記されているが、1979年（昭和54年）刊の『日本映画俳優全集・男優編』では「1900年（明治33年）9月7日」であり、2004年（平成16年）刊の『CD - 人物レファレンス事典 日本編』では年号のみの記述で「1900年（明治33年）」生まれとされている。学歴についても、『日本映画俳優名鑑』の「昭和五年版」「昭和九年版」では、いずれも旧制中学校を中途退学したことになっているが、実際のところは商業学校を卒業し、大阪の三越に勤務していた時期があるようである。『日本映画俳優全集・男優編』では、三越勤務の時期を1922年（大正11年）としており、マキノへの入社時期をスクリーンデビューの直前（1925年3月）としている。
1921年（大正10年）3月、マキノ省三が代表を務めるマキノ映画製作所等持院撮影所に入社、同年7月の同撮影所の東亜キネマ吸収合併の際にも同撮影所に残り、1925年（大正14年）5月8日に公開された、月形龍之介主演、衣笠貞之助監督の『心中宵待草』で、町人役の端役として出演したのが、スクリーンデビュー作であるとされる。同年6月、マキノ・プロダクションが東亜キネマから独立した際には、マキノ一派に同行して御室撮影所に移籍、同年製作の金森万象監督による『何処へ帰る』では主演を果たした。7年間、同社で下積みの苦労をしたが、1928年（昭和3年）、同社を退社して日本映画プロダクション連盟に参加して、片岡千恵蔵が主宰する片岡千恵蔵プロダクション製作の映画に出演し、続いて月形陽候こと月形龍之介が主宰するツキガタプロダクションに移籍、1929年（昭和4年）1月5日に公開された悪麗之助監督の『やくざ者』に出演した。同年、片岡千恵蔵プロダクションに改めて入社した。同年末から翌1930年（昭和5年）にかけてのごく一時期、「大澤 一角」と名乗った。
片岡千恵蔵プロダクションは、1937年（昭和12年）7月1日に公開された衣笠十四三監督の『松五郎乱れ星』を最後に解散、日活にプロダクションごと吸収されており、矢野も、片岡千恵蔵ともども日活京都撮影所に移籍している。『日本映画俳優全集・男優編』には「片岡千恵蔵をはじめほとんどのメンバーが日活へ入社したのに、矢野はひとり新興キネマ京都撮影所へ入社」とあるが、日活公式サイトによる「日活データベース」によれば、同年には矢野の日活京都撮影所での出演歴があり、新興キネマに移籍したのは、同年暮れから翌1938年（昭和13年）にかけての時期である。『日本映画俳優名鑑』の「昭和九年版」によれば身長5尺3寸、つまり約160センチメートル。
1942年（昭和17年）1月27日、新興キネマは、戦時統制で日活の製作部門等と合併して大映を形成、矢野は継続入社し、新興キネマ京都撮影所（現在の東映京都撮影所）は間もなく閉鎖され、日活京都撮影所改め大映京都撮影所に所属した。第二次世界大戦の終結後も同撮影所に所属したようだが、端役が多く、クレジットに残るものは少ない。満54歳を迎える1954年（昭和29年）に公開された、『投げ唄左門一番手柄 死美人屋敷』、『近松物語』を最後に出演記録が途絶えている。以降の消息は不明である。没年不詳。

## フィルモグラフィ
すべてクレジットは「出演」である。公開日の右側には役名、および東京国立近代美術館フィルムセンター（NFC）所蔵等の上映用プリントの現存状況についても記す。同センター等に所蔵されていないものは、とくに1940年代以前の作品についてはほぼ現存しないフィルムである。

### 東亜マキノ等持院撮影所
製作は「東亜マキノ等持院撮影所」、配給は「東亜キネマ」である。
- 『心中宵待草』 : 監督衣笠貞之助、1925年5月8日公開 - デビュー作[1][2][3]

### マキノ・プロダクション御室撮影所
すべて製作は「マキノ・プロダクション御室撮影所」、配給は「マキノ・プロダクション」である。特筆以外「矢野武男」名義である。
- 『何処へ帰る』 : 監督金森万象、1925年製作・公開 - 主演
- 『怪人 狼 前篇』 : 監督富沢進郎、1926年2月15日公開 - 奈川八郎（茶川八郎[10]）、14分尺の断片が現存（NFC所蔵[10]）
- 『怪人 狼 中篇』 : 監督富沢進郎、1926年4月21日公開 - 奈川八郎
- 『怪人 狼 後篇』 : 監督富沢進郎、1926年4月30日公開 - 奈川八郎
- 『烏組就縛始末』 : 監督高見貞衛、1927年10月14日公開 - 長沢平呂次
- 『忠魂義烈 実録忠臣蔵』 : 監督マキノ省三、1928年3月14日公開 - 萱野和助常成、「矢野武夫」名義、78分尺で現存（NFC所蔵[11]）

### 片岡千恵蔵プロダクション
すべて製作は「片岡千恵蔵プロダクション」、特筆以外すべて配給は自主配給および「日活」である。特筆以外「矢野武男」名義である。
自主配給
- 『放浪三昧』 : 監督稲垣浩、1928年8月1日公開 - 関口蔵六、40分尺が現存（日本名作劇場DVD収録）/60分尺が現存（マツダ映画社所蔵[12]）
- 『愛憎血涙』（別題『利根川の血陣』） : 監督曾我正史、1928年8月31日公開 - 立川の久六（立川久六[10]）、39分尺で現存（NFC所蔵[10]）
- 『銀猫左門』 : 監督稲垣浩、1928年12月15日公開 - 小桜幸吉
- 『やくざ者』 : 監督悪麗之助、製作ツキガタプロダクション、配給マキノ・プロダクション、1929年1月5日公開 - 役名不明[3]
- 『めくら蜘蛛』 : 監督稲垣浩、1929年1月5日公開 - 兄伝吉
- 『続万花地獄 完結篇』 : 監督稲垣浩・曾我正史、1929年2月15日公開 - 胡麻又
- 『ごろん棒時代』 : 監督振津嵐峡（曾我正史）、1929年3月6日公開 - 藤掛庄之助、65分尺が現存（マツダ映画社所蔵[12]）
- 『鴛鴦旅日記』 : 監督稲垣浩、1929年3月16日公開 - 三代文之丞、31分尺が現存（日本名作劇場DVD収録）
- 『足軽浪士』 : 監督井上金太郎、配給松竹キネマ、1929年4月20日公開 - お新の弟直助

配給 日活
- 『相馬大作 武道活殺の巻』（『相馬大作』[8]） : 監督稲垣浩、1929年5月30日（5月24日[8]）公開 - 津軽越中守
- 『絵本武者修業』 : 監督稲垣浩、1929年6月7日公開 - 夫婦喧嘩する男[5][8]
- 『火陣』 : 監督井上金太郎、1929年7月4日公開[3]
- 『殺した人』 : 監督稲垣浩、1929年9月7日公開 - 大河甚馬
- 『宮本武蔵』 : 監督井上金太郎、1929年10月17日公開 - 山崎三四郎、「大澤一角」名義[5][9]
- 『愛染地獄 第一篇』 : 監督清瀬英次郎、1929年11月16日公開[3]
- 『愛染地獄 第二篇』 : 監督清瀬英次郎、1929年11月22日公開[3]
- 『鮫鞘』 : 監督稲垣浩、1929年12月25日公開 - 木島勘平、「大澤一角」名義[5][9]
- 『愛染地獄 第三篇』 : 監督清瀬英次郎、1930年1月8日公開[3]
- 『右門捕物帖 三番手柄』 : 監督辻吉朗、1930年3月14日公開 - 斬られる侍、16分尺の断片が現存（NFC所蔵[10]）
- 『春風の彼方へ』 : 監督伊丹万作、1930年3月14日公開 - 女衒、「大澤一角」名義[5][9]
- 『元禄快挙 大忠臣蔵 天変の巻 地動の巻』 : 監督池田富保、製作日活太秦撮影所、1930年4月1日公開 - 磯貝十郎左衛門[8]
- 『源氏小僧出現』 : 監督伊丹万作、1930年8月1日公開 - もぐりの安
- 『恋車 前篇』（『戀車 前篇』[8]） : 監督渡辺邦男、1930年8月28日公開 - 藤堂高虎
- 『逃げ行く小伝次』 : 監督伊丹万作、1930年10月10日公開 - 安さん（町人）[8]
- 『湖畔の盗賊』 : 監督清瀬英次郎、1930年10月24日公開 - 長浜の助[5][8]
- 『元禄十三年』 : 監督稲垣浩、1931年5月1日公開 - 北鏡蔵（北茂蔵[8]）
- 『快侠金忠輔 前篇』 : 監督振津嵐峡（曾我正史）、1931年5月29日公開[3]
- 『快侠金忠輔 中篇・後篇』 : 監督振津嵐峡（曾我正史）、1931年6月5日公開[3]
- 『金的力太郎』 : 監督伊丹万作、1931年7月1日公開 - 目明し政五郎[5][8]
- 『國士無双』 : 監督伊丹万作、1932年1月14日公開 - 仁義する若者、21分尺の短縮版が現存（NFC所蔵[14]） / 8分の断片が現存（マツダ映画社所蔵[12]）
- 『明治元年』 : 監督伊藤大輔、製作日活太秦撮影所、1932年5月13日公開[3]
- 『闇討渡世』 : 監督伊丹万作、1932年6月3日公開 - 目明し文吉[5][8]
- 『旅は青空』 : 監督稲垣浩、1932年7月14日公開[3]
- 『元禄檜笠』 : 監督振津嵐峡（曾我正史）、1932年12月31日公開 - 乾分辰公
- 『国定忠治 旅と故郷の巻』 : 監督稲垣浩、1933年3月15日公開 - めっかちの定市[5][8]
- 『堀田隼人』 : 監督伊藤大輔、1933年4月27日公開 - 目明し・仙吉[5][8]
- 『国定忠治 流浪転変の巻』 : 監督稲垣浩、1933年6月1日公開 - 新吉[5][8]
- 『国定忠治 霽れる赤城の巻』（『国定忠治 完結篇 霽れる赤城の巻』） : 監督稲垣浩、1933年10月12日公開 - 新吉
- 『笹野権三郎 三日月笹穂切り』 : 監督稲垣浩、1933年10月26日公開 - 長谷川小五郎[5][8]
- 『風雲 前篇』 : 監督稲垣浩、1933年12月31日公開 - 鵜の目平吉（鵜の目の平吉[8]）、2分尺の断片が現存（NFC所蔵[10]）
- 『風雲 後篇』 : 監督稲垣浩、1934年1月7日公開 - 鵜の目平吉
- 『渡鳥木曾土産』 : 監督伊丹万作、1934年1月14日公開 - 獺の久太[5][8]
- 『血煙天明陣』 : 監督清瀬英次郎、1934年8月15日公開 - 勘助[8]
- 『勝鬨』 : 監督小石栄一、応援監督山中貞雄、1934年9月13日公開 - 有明三太郎（有明三郎太[8]）
- 『天保忠臣蔵』 : 監督稲垣浩、1934年10月17日公開 - ぜげん・善六[8]
- 『雁太郎街道』 : 監督山中貞雄、1934年11月29日公開 - 乾分安吉[5][8]
- 『斬風三尺剣』 : 監督小石栄一、1934年12月31日公開 - 津川宇太夫[5][8]
- 『初祝鼠小僧』 : 監督衣笠十四三、配給新興キネマ、1935年12月31日公開 - その相棒
- 『赤西蠣太』 : 監督伊丹万作、1936年6月18日公開 - 可児才蔵（可児万蔵[8]）、78分尺で現存（NFC所蔵[10]）
- 『刺青奇偶』 : 監督衣笠十四三、1936年7月15日公開 - 角兵衛又[5][8]
- 『瞼の母』 : 監督衣笠十四三、1936年12月3日公開 - 太田彌吉[8]
- 『修羅山彦 前篇』 : 監督萩原遼、1937年1月14日公開 - 原仙介[5][8]
- 『修羅山彦 後篇』 : 監督萩原遼、1937年2月18日公開 - 原仙介[5][8]
- 『謳へ春風』 : 監督藤田潤一、製作日活京都撮影所、1937年6月3日公開 - 悪漢の親分[8]
- 『松五郎乱れ星』 : 監督衣笠十四三、1937年7月1日公開 - 乾分政造[5][8]

### 日活京都撮影所
すべて製作は「日活京都撮影所」、配給は「日活」である。
- 『女賊変化』 : 監督倉谷勇、1937年10月7日公開 - 女郎松
- 『水戸黄門廻国記』 : 監督池田富保、1937年10月14日公開 - 27分尺で現存（マツダ映画社所蔵[12]）/22分尺で現存（NFC所蔵）
- 『江戸の荒鷲』 : 監督マキノ正博、1937年11月4日公開 - 岡ッ引勘助

### 新興キネマ京都撮影所
すべて製作は「新興キネマ京都撮影所」、配給は「新興キネマ」である。
- 『歌吉行燈』 : 監督仁科紀彦、1938年6月8日公開 - 安太郎の同輩古川健次郎
- 『金毘羅代参 森の石松』 : 監督押本七乃輔・竹久新、1938年7月13日公開 - 役名不明、61分尺で現存（NFC所蔵[10]）
- 『右門捕物帖 呪の藁人形』 : 監督竹久新、1938年10月20日公開 - 若者金平
- 『孫悟空 一走万里の巻』 : 監督寿々喜多呂九平、1938年12月31日公開 - 鹿力大仙
- 『孫悟空 金角銀角の巻』 : 監督寿々喜多呂九平、1939年1月7日公開 - 鹿力大仙
- 『孫悟空 百花女園の巻』 : 監督寿々喜多呂九平、1939年1月14日公開 - 鹿力大仙
- 『阿波狸合戦』 : 監督寿々喜多呂九平、1939年4月13日公開 - やらずの八兵衛
- 『長脇差団十郎』 : 監督牛原虚彦、1939年11月1日公開[1]
- 『続阿波狸合戦』 : 監督森一生、1940年4月18日公開 - 石蔵の石之助
- 『花嫁穏密』 : 監督仁科紀彦、1941年1月4日公開 - 役名不明、71分尺で現存（NFC所蔵[10]）

### 大映
特筆以外すべて配給は「大映」である。
- 『御存じ右門 護る影』（『護る影』） : 監督西原孝、製作大映京都撮影所、配給映画配給社、1943年2月25日公開 - 役名不明、62分尺で現存（NFC所蔵[10]）
- 『三本指の男』 : 監督松田定次、製作東横映画、配給大映、1947年12月9日公開 - 郵便配達夫、72分尺で現存（NFC所蔵[10]）
- 『透明人間現わる』 : 監督安達伸生、製作大映東京撮影所、1949年9月26日公開 - 店員山口、82分尺で現存（NFC所蔵[10]）
- 『投げ唄左門一番手柄 死美人屋敷』 : 監督荒井良平、製作大映京都撮影所、1954年5月23日公開 - 笛師政吉[7]
- 『近松物語』 : 監督溝口健二、製作大映京都撮影所、1954年11月23日公開 - 職人、101分尺で現存（NFC所蔵[15]）